# Herb Coventry

Herb Coventry

Herb Coventry przedstawia w tarczy herbowej dwudzielnej w słup o polach prawym czerwonym, a lewym zielonym, złotego słonia, niosącego na grzbiecie takiż zamek. Trzymaczami herbowymi są czarny orzeł Leofryka z prawej i złoty Feniks z prawej. W klejnocie kot. Labry czerwone, podbite złotem. Pod herbem wstęga srebrna z dewizą CAMERA PRINCIPIS.

## Symbolika
Istnieją dwie hipotezy odnośnie do pochodzenia słonia w herbie, obydwie nawiązują do legend. Według jednej, słoń występuje jako zabójca smoka, gładząc go w obronie własnych młodych. Według innej, słonie miały usypiać stojąc pod drzewami, przedstawianymi w starszych wersjach miejskiego herbu. W obydwu jednak przypadkach słoń symbolizuje siłę, zdolną unieść na grzbiecie zamek. Być może chodzi o zamek w Coventry, nie jest to jednak pewne. Kot w klejnocie, występujący już w przedwojennych przedstawieniach herbu, symbolizuje czujność.
Trzymacze herbowe dodano po II wojnie światowej, a dokładniej w 1959 roku. Czarny orzeł Leofryka symbolizuje dawne miasto, Feniks – jego odrodzenie po wojennych zniszczeniach.
Dewizę herbową można przetłumaczyć jako Siedziba księcia.